# حبش (مشكين شهر)
حبش هي قرية في مقاطعة مشكين شهر، إيران. عدد سكان هذه القرية هو 224 في سنة 2006.